# جواد سعید
جواد سعید (۱۳۰۱ – ۱۷ اردیبهشت ۱۳۵۸) واپسین رئیس مجلس شورای ملی در دوران حکومت پهلوی بود.
پس از گذراندن دبستان و دبیرستان وارد دانشگاه تهران شد و مدرک خود را رشتهٔ پزشکی دریافت داشت. سپس به فرانسه رفت و در دانشگاه طب پاریس تحصیلش را پی گرفت. در بازگشت به کشور به ریاست بهداری راه آهن برگزیده شد و در دوره ۲۱ مجلس شورای ملی، از ساری به نمایندگی برگزیده شد و در آن مجلس، وی عضو هیئت رئیسه بود در دوره‌های ۲۲، ۲۳ و ۲۴ نیز نمایندهٔ ساری بود و همچنین ریاست مجلس را نیز به دوش داشت. جواد سعید در مجلس مؤسسان سوم (۱۳۴۶) نیز نماینده و عضو هیئت رئیسه بود. او در ۳۰ شهریور ۱۳۵۷ (تنها ۵ روز قبل از انحلال حزب در ۳ مهر ۱۳۵۷) دبیرکل حزب رستاخیز شد. وی ریاست مجلس شورای ملی (پس از بالا گرفتن اعتراضات و برکناری عبدالله ریاضی) را بر عهده گرفت و بعد از انقلاب نیز اعدام گردید.